# Giờ ở Colombia
Colombia có một múi giờ, Giờ Colombia (COT), nằm trong khu vực UTC−05:00, sau 5 giờ Giờ phối hợp quốc tế (UTC). Viết tắt múi giờ tiêu chuẩn của nó là COT.
Colombia không quan sát quy ước giờ mùa hè, nhưng đã sử dụng nó trong mười một tháng trong khoảng thời gian từ tháng 5 năm 1992 đến tháng 4 năm 1993.

## Cơ sở dữ liệu múi giờ IANA
Trong Cơ sở dữ liệu múi giờ IANA Colombia có múi giờ sau:
- Mỹ/Bogota (CO)